# X-Multiply
X-Multiply o X Multiply è un videogioco arcade di tipo sparatutto a scorrimento orizzontale (a tratti anche verticale) pubblicato da Irem nel 1989.
Si tratta di un gioco di fantascienza con una configurazione grafica simile ai primi titoli della serie di R-Type.

## Trama e modalità di gioco
Nell'anno 2249 una specie aliena composta da creature microscopiche invade un pianeta extrasolare colonizzato dai terrestri, infettandone quindi gli abitanti. Questi esseri agiscono sempre in massa, spostandosi tutti insieme da una vittima all'altra. Un pilota militare terrestre si offre come volontario per cercare di contrastare i nemici: gli scienziati allora lo miniaturizzano insieme al suo caccia X-002 in modo da farlo penetrare nell'organismo dell'ennesima persona infettata, una donna.
Il giocatore controlla il velivolo X-002, il cui potenziamento principale assume la forma di due tentacoli flessibili. I tentacoli sono invulnerabili a tutti gli attacchi nemici e possono essere posizionati in vari modi con un'attenta manovra dell'X-002.
Dopo aver completato il settimo livello, il gioco ricomincia daccapo - ma solo una volta - con una difficoltà maggiore. I livelli sono pertanto in totale 14. Il settimo e il quattordicesimo livello si svolgono nell'utero della donna, col pilota che al termine affronta la regina degli alieni, Bykhee, la quale dopo aver ricevuto un certo numero di colpi si allontana lasciando quindi spazio ai quattro alieni da lei fecondati. Sia dopo la prima sconfitta di questi ultimi sia dopo la seconda, in un messaggio inviato al pilota terrestre Bykhee ammette con una punta di ammirazione la bravura dell'eroe ma alla fine gli rivela che essa sarà il suo flagello per sempre. Se ne deduce che la regina aliena è indistruttibile e che un vero e proprio "happy end" non potrà esserci, con l'eroe che rimane infettato dopo aver salvato la donna.
Le vite a disposizione sono 3, aumentabili al raggiungimento di determinati punteggi. Non ci sono i punti ferita; il giocatore dovrà pertanto evitare ogni contatto coi nemici, coi loro proiettili e coi vari ostacoli.

## I boss di fine livello
- Livelli 1 e 8: aliena Hostur
- Livelli 2 e 9: testa dell'alieno Rokusu
- Livelli 3 e 10: i 4 fratelli alieni Zarikasu
- Livelli 4 e 11: alieno Ghoums
- Livelli 5 e 12: aliena Hidra
- Livelli 6 e 13: aliena Darya
- Livelli 7 e 14: regina aliena Bykhee, poi i suoi 4 figli

## Colonna sonora
Le musiche si devono a Masahiko Ishida.